# Ceratinella
Genre
Synonymes
- Ceratina Menge, 1868 nec Latreille, 1802
- Ceratinodes Banks, 1893

Ceratinella est un genre d'araignées aranéomorphes de la famille des Linyphiidae.

## Distribution
Les espèces de ce genre se rencontrent en zone holarctique, sauf Ceratinella sydneyensis d'Australie.

## Liste des espèces
Selon World Spider Catalog (version 24, 27/01/2023) :
- Ceratinella acerea Chamberlin & Ivie, 1933
- Ceratinella acutalis Irfan, Zhang & Peng, 2022
- Ceratinella alaskae Chamberlin & Ivie, 1947
- Ceratinella apollonii Caporiacco, 1938
- Ceratinella brevipes (Westring, 1851)
- Ceratinella brevis (Wider, 1834)
- Ceratinella brunnea Emerton, 1882
- Ceratinella buna Chamberlin, 1949
- Ceratinella diversa Chamberlin, 1949
- Ceratinella fumifera Saito, 1939
- Ceratinella hemetha Chamberlin, 1949
- Ceratinella holocerea Chamberlin, 1949
- Ceratinella kenaba Chamberlin, 1949
- Ceratinella kurenshchikovi Marusik & Gnelitsa, 2009
- Ceratinella major Kulczyński, 1894
- Ceratinella ornatula (Crosby & Bishop, 1925)
- Ceratinella parvula (Fox, 1891)
- Ceratinella plancyi (Simon, 1880)
- Ceratinella playa Cokendolpher, Torrence, Smith & Dupérré, 2007
- Ceratinella rosea Oliger, 1985
- Ceratinella scabrosa (O. Pickard-Cambridge, 1871)
- Ceratinella sibirica Strand, 1903
- Ceratinella subulata Bösenberg & Strand, 1906
- Ceratinella sydneyensis Wunderlich, 1976
- Ceratinella tigana Chamberlin, 1949
- Ceratinella tosior Chamberlin, 1949
- Ceratinella wideri (Thorell, 1871)

## Systématique et taxinomie
Ceratina Menge, 1868, préoccupé par Ceratina Latreille, 1802, a été remplacé par Ceratinella par Emerton en 1882.
Ceratinodes est un nom de remplacement superflu.

## Publications originales
- Emerton, 1882 : « New England spiders of the family Theridiidae. » Transactions of the Connecticut Academy of Arts and Sciences, vol. 6, p. 1-86 (texte intégral).
- Menge, 1868 : « Preussische spinnen. II. » Erste Abtheilung. Schriften der Naturforschenden Gesellschaft in Danzig, Neue Serie, vol. 2, p. 153-218.